# ネブ*プラス
『ネブ＊プラス』は日本のアダルトゲームメーカー、Navelより2012年2月24日に発売された Windows用18禁恋愛アドベンチャーゲームである。Navelの過去タイトルである『SHUFFLE!』『俺たちに翼はない』『世界征服彼女』からの人気キャラクターによるエピソード集となる。

## 概要
NavelのHP内で2011年11月18日-25日に投票が行われた、好きなNavelキャラクター（ただし、西又葵デザインキャラクターのみで、ネリネや『Soul Link』などの鈴平ひろデザインキャラクターは入っていない）をタイトルごとに1名投票する『NAG選抜総選挙2012』で選ばれた、『SHUFFLE!』部門1位八重桜（総合3位）、『俺たちに翼はない』部門1位渡来明日香（総合1位）、『世界征服彼女』部門1位棟本椿子（総合2位）の3人をヒロインとしたエピソード集。
2012年2月24日にLimited Editionが、2012年3月30日にStandard Editionが発売された。
本編でヒロインと結ばれた後のストーリー3本が収録されている。主人公とヒロインの甘い生活が語られており、他の人物はほとんど登場しない。

## ストーリー
桜ちゃんぷらす
『SHUFFLE! Essence+』桜ルートのその後。夏休みに結ばれた土見稟と八重桜だったが、夏休みが明けると別々の学園へ通うことから、頻繁には会えなくなる。だから二人は、夏休みの残り2週間のほとんどを、2人で過ごしていた。
桜以外のキャラクターは登場しない。
その後のその後の明日香
『俺たちに翼はない AfterStory』「その後のタカシ」のその後。私立美空学園を卒業後、本格的な治療をするため、彼方の丘の療養所へ入ることが決まっていた羽田鷹志（タカシ）。恋人の渡来明日香とは遠距離恋愛となるが、そのことを話しても彼女はいつも笑っていた。物語は、2月11日の日曜日。二人っきりで過ごす、いつものタカシと明日香がいた。
明日香を除くと、回想シーンとグレタガルドシーンで玉泉日和子が登場する。また、お隣に住むという老婆も登場する。
同棲バッキー
『World Wide Love! 世界征服彼女ファンディスク』「椿子After」のその後。地元の大学に合格した服部征人。一人暮らしを始めるはずの征人だったが、驚くべき事態が発生。恋人である棟本椿子の母・姫子が妊娠したため、いずれ自宅のケーキ屋「La fille du camelia」で働くことができなくなることから、仕事を辞めたばかりの親戚の子を住み込みで働かせることとなり、部屋がないから、椿子を征人の部屋に住まわせてほしいということに。征人の両親も了承し、晴れて3月から二人は同棲を始めることとなった。当然二人は、登校やアルバイトを除く時間を常にイチャイチャし続ける。
椿子を除くと、冬野桜子が登場する。

## キャラクター
声がある登場人物は、八重桜（声：安玖深音）、渡来明日香（声：森谷実園）、玉泉日和子（声：五行なずな）、棟本椿子（声：森谷実園）、冬野桜子（声：小遊鳥アキラ）の5名。詳細は以下の各項を参照。
- SHUFFLE!シリーズの登場人物
- 俺たちに翼はない
- 世界征服彼女

## スタッフ
- 制作：Navel
- キャラクターデザイン・原画：西又葵
- 音楽：アッチョリケ
- CG彩色監修：斉藤陽子
- CG：斉藤陽子、たけぽん、真希、ゆう、依織、まぐぅ
- 背景美術：コタロー、灯色
- システムグラフィック：まぐぅ
- シナリオ・スクリプト：森林彬、王雀孫、東ノ助

## 主題歌
- オープニングテーマ
  - 『SHUFFLE! Essence+』の主題歌「Link-age」、『俺たちに翼はない』の主題歌「Jewelry tears」、『世界征服彼女』の主題歌「guru∞guru」のメドレー。
- エンディングテーマ
  - 『SHUFFLE!』エンディングテーマ「Selection.」
  - 『俺たちに翼はない』エンディングテーマ「Sky Sanctuary」
  - 『世界征服彼女』エンディングテーマ「CANDY CANDY」